# Гідо Пелья
Гідо Пелья (ісп. Guido Pella, іспанська вимова: [ˈɡiðo ˈpela], італійська вимова: [ˈɡwiːdo ˈpɛlla]) — аргентинський тенісист, володар Кубка Девіса 2016 року в складі національної збірної.

## Фінали турнірів ATP

### Одиночний розряд: 5 (1 титул)
| Результат | В-П | Дата     | Турнір                            | Категорія | Поверхня  | Супротивник          | Рахунок            |
| --------- | --- | -------- | --------------------------------- | --------- | --------- | -------------------- | ------------------ |
| Поразка   | 0–1 | Лют 2016 | Rio Open, Бразилія                | Серія 500 | Ґрунт     | Пабло Куевас         | 4–6, 7–6(7–5), 4–6 |
| Поразка   | 0–2 | Тра 2017 | Bavarian Championships, Німеччина | Серія 250 | Ґрунт     | Александр Зверєв     | 4–6, 3–6           |
| Поразка   | 0–3 | Лип 2018 | Croatia Open Umag, Хорватія       | Серія 250 | Ґрунт     | Марко Чеккінато      | 2–6, 6–7(4–7)      |
| Поразка   | 0–4 | Лют 2019 | Córdoba Open, Аргентина           | Серія 250 | Ґрунт     | Хуан Ігнасіо Лондеро | 6–3, 5–7, 1–6      |
| Перемога  | 1–4 | Тра 2019 | Brasil Open, Бразилія             | Серія 250 | Ґрунт (i) | Крістіан Гарін       | 7–5, 6–3           |

## Фінали командних загань

### Кубок Девіса: 1 титул
| Результат | Дата     | Турнір                         | Поверхня | Партнери                                                | Супротивники                                      | Рахунок |
| --------- | -------- | ------------------------------ | -------- | ------------------------------------------------------- | ------------------------------------------------- | ------- |
| Перемога  | Лис 2016 | Кубок Девіса, Загреб, Хорватія | Хард (i) | Хуан Мартін дель Потро Федеріко Дельбоніс Леонардо Маєр | Марин Чилич Іво Карлович Іван Додіг Франко Шкугор | 3–2     |